# Kjúdó
A kjúdó (弓道) az íjászat Japánban honos formája, a hagyományos japán harcművészetek egyike. A kjúdó szakértőit kjúdókának (弓道家) hívják. A kjúdó a kjúdzsucun ("az íjászat művészete") alapszik, amely a feudális Japán szamuráj osztályától ered. A kjúdót szerte a világon több tízezren gyakorolják, 2005-ben az International Kyudo Federationnek 132760 tagja volt.

## Története

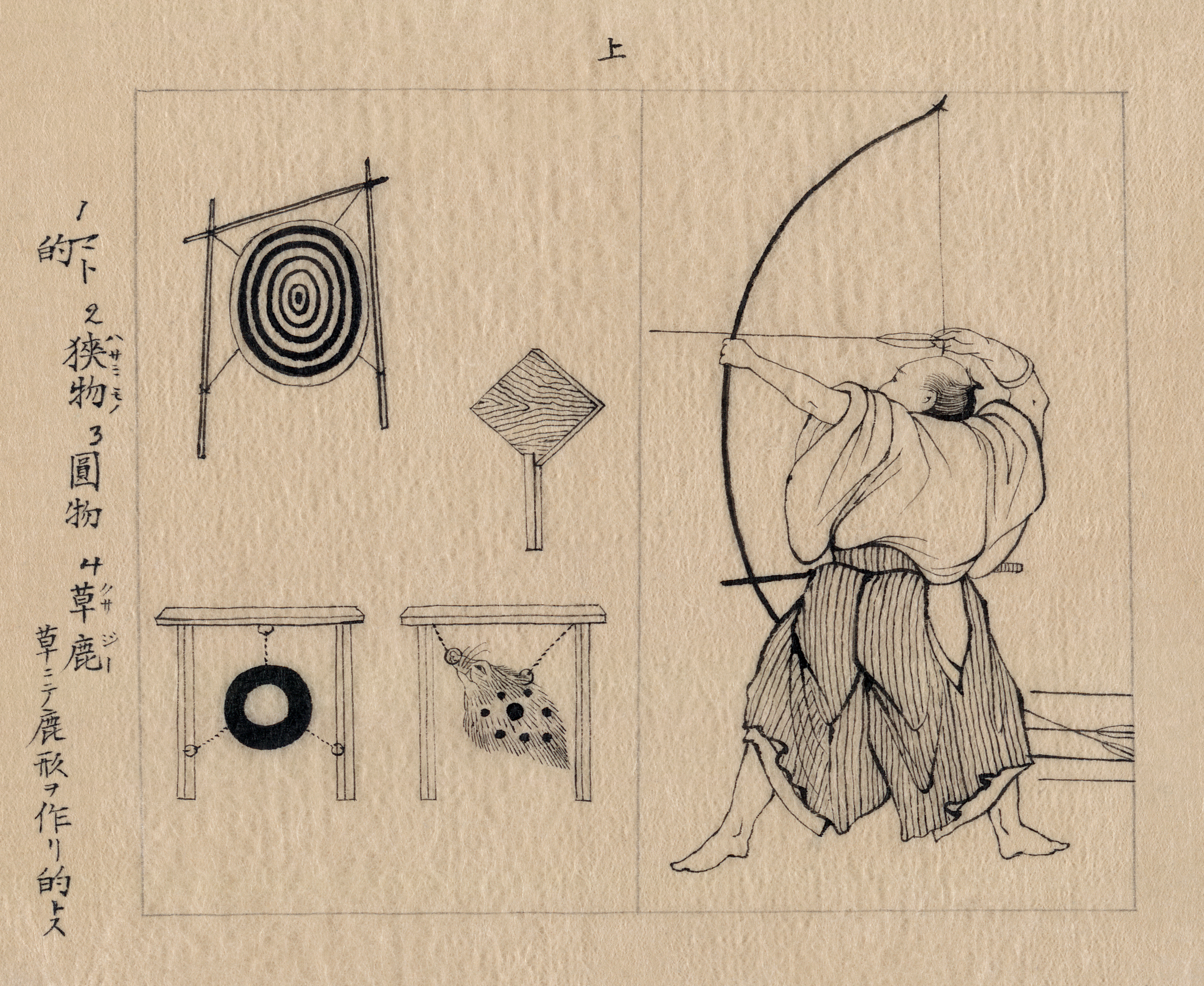
Japán íjász céltáblákkal. Tusfestmény, 1878.

Az íjászat gyakorlata Japánban már az őskorban ismert volt. A jellegzetes japán aszimmetrikus hosszúíj első ábrázolásai a Jajoi-korból (körülbelül i. e. 500 - i. sz. 300) valók. Az első írásos dokumentum, amely leírást ad a japán íjászatról a Wei Shu (körülbelül i. sz. 297), egy kínai történelmi szöveg, amely szerint az emberek a Japán-szigeteken "fából készült íjat használnak, amely alul rövid, felül hosszú".

### Kialakulása
Az első évezred végén a társadalom változása és a harcos osztály (szamurájok) növekvő hatalma miatt szükség volt az íjászat oktatására. Ez vezetett az első kjúdzsucu rjúha (stílus), a Henmi-rjú megszületéséhez, amelyet Henmi Kijomicu alapított a 12. században. A Takeda-rjút és az Ogaszavara-rjú lovasíjászatot később az ő leszármazottai alapították. A Genpei-háború (1180-1185) alatt drasztikusan megnőtt az igény az íjászokra, ennek eredményeképpen az Ogaszavara-rjú alapítója, Ogaszavara Nagakijo jabuszame (lovasíjászat) tanításába kezdett.

### Polgárháború
A 15-16. században Japánban dúlt a polgárháború. A 15. század második felében Heki Dandzsó Maszacugu forradalmasította az íjászatot "hi, kan, csú" (repül, átszúr, közép) nevű módszerével, és ez a fajta gyalogos íjászat hamar elterjedt. Számos új irányzat alakult, amelyek közül néhány, mint például a Heki-rjú Csikurin-ha, Heki-rjú Szekka-ha és a Heki-rjú Inszai-ha máig fennmaradt.

### 16. század
A jumit (japán íj) háborús fegyverként egyre kevésbé használták, miután a portugálok megérkeztek Japánba 1543-ban kovás lőfegyverekkel. A japánok rövid időn belül elkezdték gyártani a saját kovás puska változatukat, amelyet tanegasimának hívtak. A jumi helyett végül ezt és a jarit (lándzsa) használták fegyver gyanánt. Egy ideig még a jumit is használták a tanegasimával párhuzamosan, a nagyobb lőtávolsága és pontossága miatt, és főleg mert 30-40-szer gyorsabban volt képes tüzelni. A tanegasimához ezzel szemben nem volt szükség annyi gyakorlásra, mint a jumihoz, így Oda Nobunaga serege, amely nagyrészt tanegasimával felfegyverzett földművesekből állt, egyetlen csatában képes volt megsemmisíteni egy hagyományos szamuráj lovassereget 1575-ben.

### 17. század
Az Edo-kor (1603–1868) alatt Japán bezárkózott, a társadalomban pedig kasztrendszer alakult ki, amelynek tetején a szamurájok álltak. Volt egy hosszabb békeidőszak, amely alatt a szamurájok adminisztratív feladatokat végeztek, ám a hagyományos harci képzettséget még mindig nagyra tartották. Ebben az időszakban az íjászat "fakultatív" jellegű lett, részben szertartásos formában gyakorolták az udvarban, részben különféle versenyeken. Az íjászat a harcos osztályon kívül is elterjedt. A szamurájokra nagy hatással volt a kínai szerzetesek által bevezetett zen buddhizmus egyszerű filozófiája és önuralomra való törekvése. Korábban az íjászatot kjúdzsucunak ("az íjászat művészete") hívták, de a szerzetesek, akik harcművészeteket is tanítottak, új fogalmat vezettek be: kjúdó.

### Újjászületése
A Meidzsi-kor (1868–1912) elején Japán megnyitotta az ország kapuit a külvilág számára, az emiatt bekövetkezett változások miatt pedig a szamurájok elvesztették a státuszukat. Ebből kifolyólag az összes harcművészet, beleértve a kjúdót is, oktatása és megbecsülése jelentősen csökkent. 1896-ban egy csapat kjúdó mester összegyűlt, hogy megmentsék a hagyományos íjászatot. Honda Tosizane, a Tokió Császári Egyetem kjúdó oktatója ötvözte a háborús és a szertartásos lövési stílusokat és megalkotta a Honda-rjút. Azonban az All Japanese Kyudo Federation (ANKF; japánul: Zen Nihon Kyūdō Renmei) csak 1949-ben alakult meg. Az 1953-ban kiadott Kjúdó Kjohonban (Kjúdó Kézikönyv) található szabványokban meghatározták, hogy versenyeken vagy vizsgákon különböző stílusú íjászok hogyan tudnak egységes formában lőni.

## Célja
A kjúdónak sokféle iskoláját tanítják, néhány a háborús lövészetből alakult ki, míg mások szertartásos vagy filozófiai gyakorlatokból. Ebből kifolyólag mindegyikben másra helyezik a hangsúlyt. Némelyik stílus a látványt, míg mások a hatékonyságot helyezik előtérbe. A filozófiai iskolák gyakorlati meditációként tanítják. Egyes iskolákban a helyes lövés elkerülhetetlenül célba talál. Erre van egy kifejezésük is; "szeisa hitcsú" ("igaz lövés, biztos találat").
A Nippon Kyūdō Federation szerint a kjúdó elsődleges célja a sin-zen-bi ("igazság-jóság-szépség") állapotának elérése, amely megközelíthető, amikor az íjász megfelelően (azaz igazan) lő, nemes szellemmel és magatartással viseltetik mindenki más és minden kjúdóval kapcsolatos dolog felé (azaz jósággal), a szép lövés pedig ennek következtében természetesen valósul meg.
A kjúdó gyakorlása, mint minden budó, magába foglalja az erkölcsi és szellemi fejlődés eszméjét. Manapság sok íjász űzi a kjúdót sportként, így számukra a lövésztechnikájuk a legfontosabb. Azonban a kjúdó legtöbb hívének célja a "szeisa szeicsú" ("a helyes lövés helyes találat"). Amikor a megfelelő technikával lőnek, eredményképpen a nyíl célba talál. A spirituális cél az, hogy valaki teljesen átadja magát a lövésnek, amelyet a lélek és a lövési technika tökéletessége által lehet elérni, ez "munen muszó"-hoz ("nincsenek gondolatok, nincsenek illúziók") vezet. Ez viszont nem zen, bár a japán íj használható a zen gyakorlásában vagy a zen mesterek kjúdó gyakorlásában. Emiatt számos kjúdó íjász úgy hiszi, hogy a versenyek, vizsgák, és bármilyen alkalom, amely az íjászt szélsőséges körülmények közé helyezi fontos, míg mások inkább kerülik a verseny- és vizsgahelyzeteket.
A második világháború óta a kjúdót gyakran kapcsolják a zen buddhizmushoz, de nem minden kjúdó iskolának vannak vallásos vagy spirituális aspektusai. Ezt a népszerű nézetet valószínűleg Eugen Herrigel német szerző könyve, a "Zen - Az íjászat művészete - Kyudo" (1948) eredményezte. Herrigel csak kicsit beszélt japánul, általában egy fordító segítségével beszélt a tanárával. Az ő kjúdón kialakult nézete részben az emiatt bekövetkezett félreértések következménye, részben pedig mert ő a kjúdó egyik filozófiai iskolájával ismerkedett meg. Ám Herrigel könyve még így is nagy hatással volt a kjúdó megítélésére még Japánban is, amikor 1956-ban lefordították japánra.
A zenko (a kjúdó egyik Heki-rjú Bisu Csikurin-ha iskolája) szorosan kapcsolódik a Shambala buddhizmushoz és vannak egyesületei az Egyesült Államokban, Kanadában és Európában.

## Dódzsó
A kjúdó dódzsó (gyakorló termek, más néven "kjúdódzsó") iskolától és országtól függően stílusukban eltérnek. Japánban a legtöbb dódzsó elrendezése nagyjából azonos; egy bejárat, egy nagyméretű gyakorló terület, rendszerint fapadlóval és magas mennyezettel, céltáblákkal (makivara), egy nagy fal tolóajtókkal, amelyek egy szabadtéri füves területre néznek és egy különálló épület, a matoba, amelyben a céltáblák egy homokdombon vannak elhelyezve 28 méterre a dódzsótól.

## Gyakorlás
A kjúdót különböző iskolákban és stílusokban gyakorolják, és még azonos stílusú dódzsók között is eltérőek lehetnek a gyakorlatok. Hogy egységesítsék az edzéseket és a szertartásos lövést (sarei) 1953-ban az All Nippon Kyūdō Federation (ANKF) alapított egy bizottságot a legfőbb iskolák követőiből, hogy a különböző iskolák legjobb elemeiből teremtsék meg az ANKF stílust, amelyet ma is országszerte használnak Japánban, és a legtöbb nyugati kjúdó egyesületben.
A kjúdóban a gyakorlásnak (geiko) három foka van:
1. mitori geiko - egy haladó íjász stílusának és technikájának szemlélése
2. kufú geiko - a lövésmódszer részleteinek eltanulása, memorizálása és a szellemi igyekezet a megértésükre
3. kazu geiko - ismétlés, amelyen keresztül elsajátítják a technikát.[9]

A kezdők gumi gyakorlóíjjal kezdik el gyakorolni a hasszecu (a lövés nyolc szakasza) lépéseit. Ezután az íjjal, nyílvessző nélkül gyakorolják a lépéseket a feszítésig, hogy megtanuljanak bánni vele. A felszerelés kezelésének és karbantartásának megtanulása szintén az edzés része. Miután arra engedélyt kaptak az oktatótól, kesztyűvel és nyilakkal folytatják a gyakorlást. Az ezt követő lépések tanártól függően eltérőek lehetnek, de ide tartozik a  jugamae, a feszítés, az oldás és a makivarára való lövés gyakorlása. Egy kezdő általában csak a szokásos távolság feléről vagy háromnegyedéről szokott a matóra lőni.
A középhaladó és haladó íjászok gyakorlásnál makivarára, matóra néhányan pedig omatóra lőnek.

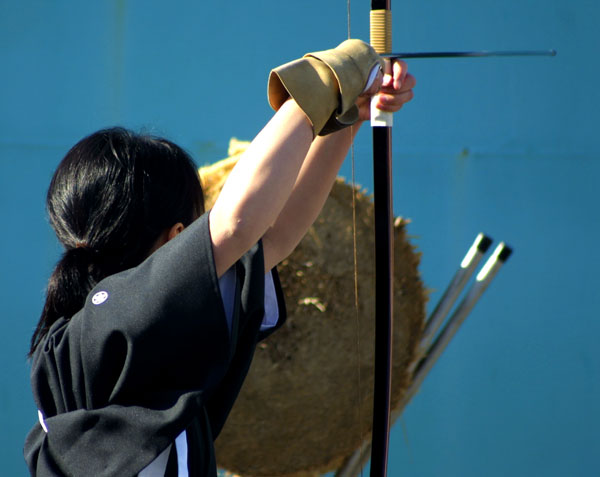
Kjúdóka makivarán gyakorol

A makivara egy külön erre a célra tervezett szénabála céltábla (nem összekeverendő a karatéban használt makivarával). A makivarára közelről lőnek (körülbelül 2 méterről, vagyis az íjász megfeszített jumijának hosszáról). Mivel a célpont így elég közel van ahhoz, hogy a lövés minden bizonnyal célba találjon, az íjász a nyíl röppályája helyett koncentrálhat technikájának tökéletesítésére.
A legtöbb kjúdó íjász céltábla gyanánt matót használ. A matók méretben és lőtávolságban eltérőek, de a leggyakrabban használt a hosi mato, amely 36 centiméter (vagy 12 szun, egy hagyományos japán mértékegység, amely körülbelül 3,03 cm) átmérőjű, és 28 méteres távolságból lőnek rá. Versenyeknél és vizsgáknál kaszumi matót használnak. Ünnepélyeken többnyire hosi mato használatos, amely olyan, mint a kaszumi mato, eltérő jelölésekkel.
Enteki (távolsági) lövésnél omatót használnak céltáblának, 60 méteres távolságban. Az omato átmérője 158 cm. Enteki lövésre is vannak külön versenyek.
A jártasságnak három szintje van:
1. Tóteki, a nyíl eltalálja a célpontot.
2. Kanteki, a nyíl átszúrja a célpontot.
3. Zaiteki, a nyíl létezik a célpontban.[11] (képletesen szólva).

## Felszerelés
A jumi (弓, japán íj) kivételesen magas, több mint két méter, így meghaladja az íjász magasságát is. A jumit hagyományosan bambuszból, fából és bőrből készítik, az előállítás módja évszázadok óta nem változott, bár vannak íjászok (különösen a kezdők), akik szintetikus (azaz üveg- vagy szénszálakkal bevont laminált fa) jumit használnak. Még a kjúdó rutinosabb gyakorlóinak is lehetnek nem bambuszból készült íjai és nyílvesszői, mivel a bambusz felszerelés szélsőséges éghajlaton sérülékeny. Az íj ideális magassága az íjász húzáshosszától (jacuka) függ, amely körülbelül az íjász magasságának fele.
A ja (矢, nyílvessző) hagyományosan bambuszból készült, sas- vagy sólyomtollakkal. A legtöbb ja manapság még mindig bambuszból készül (bár vannak íjászok, akik alumínium vagy szénszálas vesszőket használnak), a tollakat pedig nem veszélyeztetett madaraktól szerzik, mint például a pulyka és hattyú. Egy nyílvessző hossza az íjász jacukája, plusz 6-10 centiméter. A kjúdó íjászok általában körönként két nyilat lőnek ki, először a haját (甲矢, "első nyíl"), utána az otoját (乙矢, "második nyíl"). Minden jának van egy forgási iránya, mert a madár különböző oldalán lévő tollakból készülnek; a haja oldás után az óramutató járásával megegyező irányban, az otoja azzal ellentétesen forog. A jákat rendszerint hengeres tegezben tartják, amelyet jazucunak (矢筒) hívnak, szertartásos és hagyományos alkalmakkor az íjászok jebirát (箙) használnak.

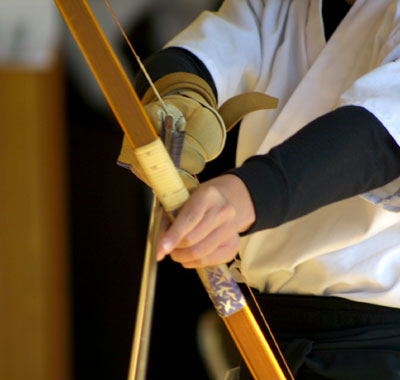
Háromujjas kesztyű, avagy micugake

A kjúdó íjászok a jobb kezükön kesztyűt viselnek, amelyet jugakének (ゆがけ) hívnak. A jugakének sok változata van, jellemzően szarvasbőrből készülnek. A résztvevők választhatnak kemény kesztyűt (keményített hüvelykujjal) vagy puha kesztyűt (keményített hüvelyujj nélkül), mindkettőnek megvan a maga előnye.
A kemény kesztyűnél a hüvelykujj körüli terület nem túl hajlékony, és van rajta egy barázda, amelyet az ideg (curu) megfeszítésére használnak. A puha kesztyűk hüvelykrésze rugalmas, nincs előre barázdálva, így az íjász maga vájhat bele egyet, a saját lövési szokásainak megfelelően.
A jugakék leggyakrabban három- vagy négyujjasak. A háromujjas változatot micugakének (三つ弽), a négyujjast jocugakének (四つ弽) hívják. Általában az íjászok azért választanak erősebb kesztyűket, mint például a jocugake, hogy könnyebb legyen nagyobb húzóerejű íjakat megfeszíteni. Háromujjú kesztyűt 20 kg alatti húzóerejű íjaknál szoktak használni, négyujjút 20 kg fölöttieknél. Ez csak általánosítás, sok iskola eltérő kesztyűket használ az íjaikhoz, és gyakran íjászonként is különbözik.

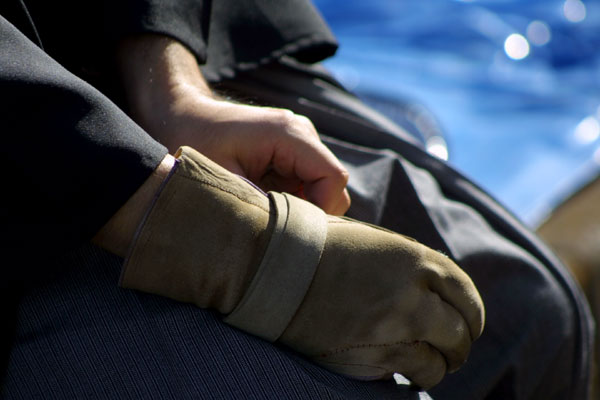
Kjúdó íjász előkészíti a jocugakéjét, a négyujjas kesztyűjét

Az extra ujjra azért van szükség, hogy a nagyobb húzóerejű lövéseknél nagyobb felület álljon az íjász rendelkezésére. Feszítés közben az íjász a húzókezén a hüvelykujját általában az utolsó kesztyűs ujjára helyezi, a mutatóujját (vagy jocugake esetében a mutató- és középső ujját) pedig finoman a hüvelykre, vagy a nyílvesszőre. Az extra ujj biztosabb tartást enged a hüvelyknek, mert az így a gyűrűsujjra kerül a középső ujj helyett. Néha egyfajta gyantaport, úgynevezett girikót (ぎり粉) raknak a nyílvesszőt tartó ujjaikra, hogy könnyebb legyen megtartani azt feszítés közben. Néhány iskola, mint a Heki-rjú Inszai-ha, csak háromujjas kesztyűt használ, 40 kg fölötti húzóerejű íjaknál is.
Egyujjas kesztyűt (ippongake) általában kezdők használnak, ez csak a hüvelykujjat fedi. Néhány változat az egész csuklót is beborítja, a többi csak a nagyujjat, egy kis pánttal a csukló körül. Mivel a többi ujjon így nincs kesztyű, a giriko használata az íjász számára kényelmetlen lenne. Ippongakét gyakorlottabb íjászok általában nem használnak, a Kyudo Federation versenyein pedig nem megengedett.
Ötujjú kesztyűt, morogakét (諸がけ) szinte kizárólag az Ogaszavara Rjú (小笠原流 "Ogaszavara iskola") gyakorlói használnak, más iskoláknál és versenyeken nem jellemző.
Az íjász nockja (nyílvesszővég) és nyílvesszőn való fogása függhet a használt kesztyűtől és íjtól. Nem szokatlan, hogy az íjászok, akik magasabb, vagy alacsonyabb húzóerejű íjra váltottak, továbbra is ugyanazt a kesztyűt használják.
Az ippongake kivételével, a jugakék alatt az íjászok egy másik, pamutból vagy szintetikus anyagból készült kesztyűt is viselnek, amelyet sitagakének (下がけ) hívnak. Erre azért van szükség, hogy megvédje a jugakét az izzadságtól, amely idővel tönkretenné a szarvasbőrt. A sitagake lehet három- vagy négyujjas, attól függően, hogy micugake vagy jocugake alatt hordják.

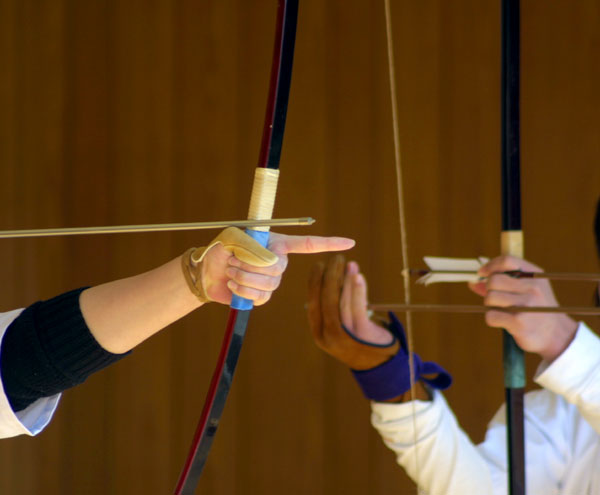
Osidegake egy kjúdóka íjat tartó kezén

A kjúdó egyedi lövéstechnikája miatt a bal kar védelme általában nem szükséges. Az íj idege, megfelelő oldás esetén körbe megy a kéz körül, majd megáll az alkar külső oldalán. Azonban egyes esetekben a tartókézen is hordanak kesztyűt, ezt osidegakének hívják. Ez a bal hüvelyket védi a nyíl vagy annak tollai okozta sérülésektől. Alkarvédőt is szoktak viselni, főleg a kezdők, hogy az ideg ne csapja meg a bal karjukat.
Az íjászok a tartókezükre rizshéj port (fudeko) raknak, amely felszívja az izzadságot, így az íj meg tud pördülni a kezükben.
A női íjászok mellkasvédőt (muneate) is viselnek, amely általában bőrből, vagy műanyagból készül, ez a melleket hivatott megvédeni az idegtől lövés közben.
Mivel az állandó használat gyengíti az ideget, nem szokatlan, hogy az elszakad lövés közben. Ezért sok íjász tart magánál tartalékidegeket curumakiban ("idegtekercs"). A hagyományos curumakik lapos, jojó alakú, bőrszíjjal ellátott bambuszból szőtt tárolók. Újabban azonban műanyag curumakikat is egyre többen használnak.
Sok íjász a curumakija szíján kis tárolóedényekben fudekót és girikót tart magánál. Ezeket fudeko-irének és giriko-irének hívják. Hagyományosan szarvból vagy agancsból készülnek (bár sok mai íjásznak műanyag fudeko-iréje és giriko-iréje van).

## Technika
Minden kjúdó íjász a bal kezében tartja az íjat és a jobbal húzza hátra az ideget.
A kjúdó íjászok az íj megfeszítésekor az ideget a fülük mögé húzzák. Ha nem megfelelően teszik, oldáskor az ideg rácsaphat az íjász fülére, vagy arcára.
Az oldási technikából adódóan az íj lövés után (egy gyakorlott íjász kezében) megpördül a kéz körül, így az ideg az alkar külső oldala mellett áll meg. Ezt a műveletet jugaerinek hívják, részben az oldás technikájának, részben az íj felépítésének következménye. Ilyen csak a kjúdóban található.
A kjúdó technikája aprólékosan elő van írva. Az All Nippon Kyudo Federation (ANKF), a kjúdó fő vezérlő testülete Japánban Kjúdó Kjohonban ("Kjúdó Kézikönyv") bevezette a hasszecut ("a lövés nyolc szakasza"). A különböző stílusokban a lépéseknek sajátos változatai vannak jelen, a legszembetűnőbb eltérés a somen stílus függőleges íjemelése és a samen stílus ferde íjemelése között található. A somen stílus hasszecuja a következő lépésekből áll:
1. Asibumi, a lábfej elhelyezése. Az íjász belép a sávba, ahonnan a nyilakat lövik (úgynevezett sai), és testének bal oldalával a céltábla felé fordul. Ezután a lábfejeit egymástól egy jacukányi távolságra helyezi, amely körülbelül a testmagasságának fele, és a nyilai hosszával is megegyezik. Az asibumi elvégzése után egy az íjász lábfejein keresztül húzott vonalnak át kell haladnia a céltáblán. Versenyek alatt az íjász tarthat a földön a lába előtt egy második pár nyilat. Helyes asibumi esetén ezek a nyilak nem lóghatnak túl vagy lehetnek rövidebbek az íjász terpeszénél. Az íjász ezután lábfejeit "V" alakban egymástól 60 fokos szögben kifelé fordítja, ez biztosítja az egyenlő egyensúlyeloszlást mindkét lábán.
2. Dozukuri, a testhelyzet felvétele. Az íjász megtartva egyensúlyát, csípőjét és vállait a lábfejeivel párhuzamos helyzetbe hozza. Dozukuri közben az íjász kiegyenesíti a hátát, erre azért van szükség, hogy oldáskor az ideg ne csapja meg az arcát.
3. Jugamae, az íj előkészítése. A jugamae három lépésből áll:
  1. Torikake, az ideg megragadása jobb kézzel.
  2. Tenoucsi, a bal kéz elhelyezése az íj markolatán az oldáshoz.
  3. Monomi, Az íjász elfordítja a fejét, hogy a célpontra nézzen.
4. Ucsiokosi, az íj felemelése. Az íjász az íjat a feje felé emeli, hogy felkészüljön a feszítésre.
5. Hikivake, feszítés. Az íjász elkezdi lejjebb engedni az íjat, közben a bal kezével előretolja az íjat, a jobbal pedig megfeszíti az ideget.
  1. Daiszan, "Nagy hármas". A pozíció, amelyet az íjász a Hikivake alatt félúton vesz fel.
6. Kai, a teljes feszítés. Az íjász folytatja az előző lépésben elkezdett mozdulatot, amíg teljesen ki nem feszíti az íjat. Ilyenkor a nyíl vagy a szájjal egy szinten van, vagy az arccsont alatt, és párhuzamos az asumiban felvett póz vonalával.
  1. Cumeai, az íjász stabilizálja a testtartását.
  2. Nobiai, Miután az íjász a kai fizikai részét, a cumeait befejezte, elméjének és lelkének teljes erejével annak kiteljesítésére összpontosít, ezzel véghez viszi a nobiait. Bár a cumeai és a nobiai két külön lépésnek tekintendő, ugyanannak a megszakítás nélküli folyamatnak a részei.
7. Hanare, az oldás. Az ideget a jobb kézzel elengedik, a jobb kar pedig az íjász mögé húzódik
8. Zansin, "a fennmaradó test vagy elme" vagy "a lövés folytatása". Az íjász a hanare utáni testhelyzetében marad, miközben visszatér a lövéshez szükséges összpontosítás állapotából.
  1. Judaosi, az íj leeresztése.

Míg más iskolák is követik a hasszecu fenti lépéseit, bizonyos lépések elnevezése és a lövés végrehajtásának egyes részletei eltérhetnek.

## Rangsorolás
Mint a legtöbb modern budó irányzatnál, a kjúdóban is kjú és dan fokozatok vannak. A legtöbb nyugati kjúdó iskola rendszeres időközönként vizsgákat tart, amit ha egy íjász letesz, egy fokozattal feljebb lép. A hagyományos iskolák azonban gyakran rangsorolják a hallgatókat az oktatói státusz elérésekor a korjú budó régebbi menkjo (engedély) rendszerének használatával.
Japánban kjú fokozatokat általában csak közép- és főiskolákban szoktak szerezni, míg a felnőttek kihagyják azokat, és az első dannál kezdik. Dan vizsgákat nem tartanak gyakran, néha előfordul, hogy egy évben csak egyszer vagy kétszer. A vizsgát általában a prefektúra kjúdó egyesülete tartja, az íjásznak pedig a vizsgára a központba, vagy egy nagyobb városba kell utaznia. Egy vizsgán gyakran sok íjász vesz részt, és akár 6-8 órát is igénybe vehet az összes leendő tanítvány tesztelése. A kjú vizsgák gyakoribbak, általában iskolákban tartják, és nem kell hozzájuk sokat utazni.
Bár a kjúdó kjú és dan fokozatai hasonlóak a többi budó irányzatéhoz, a kjúdó íjászok nem viselnek színes öveket vagy más rangbeli megkülönböztető jelzést.

## Versenyek

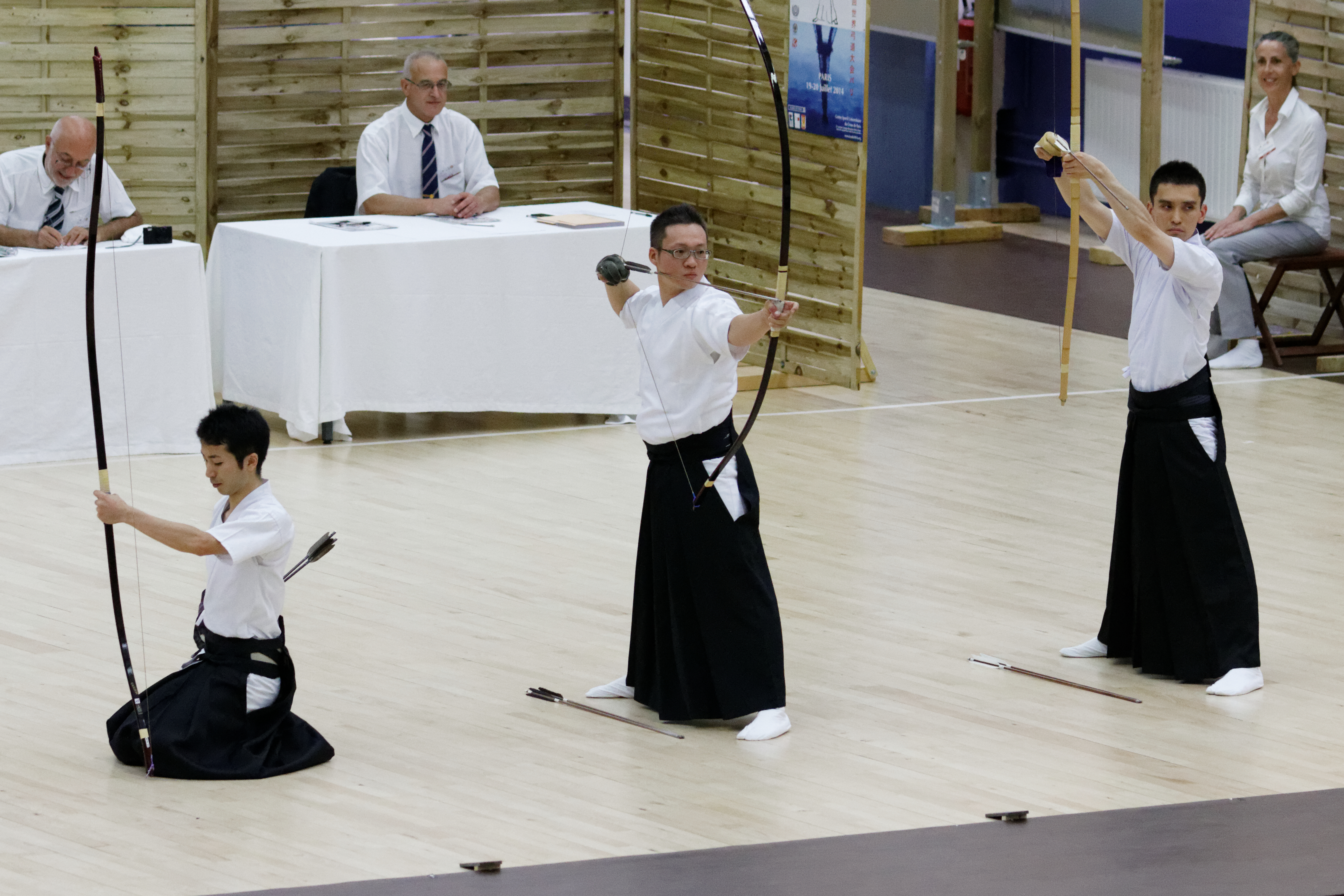
Második Kjúdó Világkupa, 2014, Párizs.

Bár a kjúdót elsősorban az önfejlesztés felé vezető útnak tekintik, gyakran tartanak versenyeket és bajnokságokat, amelyeken az íjászok kompetitív stílusban lőnek. Ezeken a bajnokságokon különböző fokozatú kjúdókák vesznek részt, középiskolások, főiskolások és felnőttek. A versenyek általában sokkal ünnepélyesebbek, mint egy átlagos edzés. A hasszecun kívül az íjásznak egy részletes belépőt is elő kell adnia, amelyben az íjász négy másik íjásszal együtt belép a dódzsóba, meghajol a bírák felé, beáll a honza (kiinduló állás) mögé, majd letérdel egy kiza nevű ülésben. Az íjászok ezután egyszerre meghajolnak a mato felé, felállnak, három lépést előre lépnek a saiig (a vonal, amely mögül lőnek), majd ismét letérdelnek. Ezt követően az íjászok végrehajtják a hasszecu lépéseit, mindegyik íjász egymás után lő a saját céltáblájára, a lövések között pedig letérdelnek, amíg el nem fogy mind a négy nyiluk.
A japán kjúdó versenyeken egy íjász négy nyilat lő ki, két párban. Az egyik párt a lába elé helyezi, a másokat a kezében tartja. Először a haját lövi ki, az otoját szorosan tartja a kesztyűs kezének utolsó ujjaival. Az íjász kivárja, míg az előtte lévő lő, majd előkészíti az otoját, és ő is lő. Miután az összes íjász lőtt, az íjász felveszi a második pár nyilát a lába elől és megismétli a folyamatot, a második kört a hajával kezdve.
Amikor az íjász eltalálja a matót, maru ("kör") jelzést, minden hibás lövésért pedig bacu ("X") jelzést kap. A cél az, hogy mind a négy nyíllal eltalálják a céltáblát.

## Iskolai szakkörök
Sok japán középiskolában és főiskolában vannak kjúdó szakkörök (bukacu), amelyekben a diákok a rendes órák után összegyűlnek kjúdót gyakorolni. Az utóbbi időben már alsó-középiskolában elkezdtek megjelenni, de általában a sport rendkívüli veszélyei miatt várni szoktak vele a felső-középiskoláig. Mivel az íj kezeléséhez mind fizikai, mind szellemi érettség szükséges, a Japán kultúrában kerülik a kjúdó oktatását 15-16 éves kor előtt. Egyes városokban, ahol az alsó-középiskolákban nincsenek kjúdó szakkörök, a diákok dönthetnek úgy, hogy az iskolán kívül vesznek kjúdó leckéket, és hogy legyen elég idejük rá, az iskolában egy kevésbé időigényes (és általában nem sporttal kapcsolatos) szakkört választanak.

## Jelentősebb irányzatok
Lovasíjászat (Jabuszame)
- Takeda-rjú (武田流)
- Ogaszavara-rjú (小笠原流)

Gyalogos íjászat
- Heki-rjú (日置流)
  - Heki-rjú Csikurin-ha (日置流竹林派)
    - Bisú Csikurin-ha (尾州竹林派)
    - Kisú Csikurin-ha (紀州竹林派)

  - Heki-rjú Inszai-ha (日置流印西派) [más néven Heki Tó-rjú (日置当流)]
  - Heki-rjú Szekka-ha (日置流雪荷派)
  - Heki-rjú Dószecu-ha (日置流道雪派)
- Honda-rjú (本多流)
- Ogaszavara-rjú (小笠原流)
- Jamato-rjú (大和流)

A főbb irányzatok mellett sok újabb, és gyakran spirituálisabb iskola található Japánon kívül is.

## A kjúdó nyugaton
Ellentétben a japán harcművészetek gyakoribb formáival (például a cselgáncs és a karate), a kjúdó nem tett szert nagy érdeklődésre a nyugaton. Míg Olaszországban már 1898-ban megjelent, a nyugati országokban csak az utóbbi időben. Sok országban nincsenek kjúdó dódzsók, csak kisebb közösségek. A kjúdót gyakran a Japánból hazatérő nyugatiak terjesztik otthon, akik kint tanulták. Egyes esetekben átmenetileg külföldön élő japánok finanszírozzák. Többnyire más harcművészetek gyakorlói szoktak érdeklődni a kjúdó iránt.
Az 1980-as években Chögyam Trungpa Rinpoche meghívta XX. Sibata-szenszeit a vermonti Karmê Chöling tibeti buddhista kolostorba, ahol ő bemutatta a kjúdót, először az Egyesült Államokban. Ez a látogatás és bemutató keltette fel az emberek érdeklődését Connecticut River Valleyben a kjúdó iránt, és egy a mai napig is aktív közösség is kialakult.

## Galéria

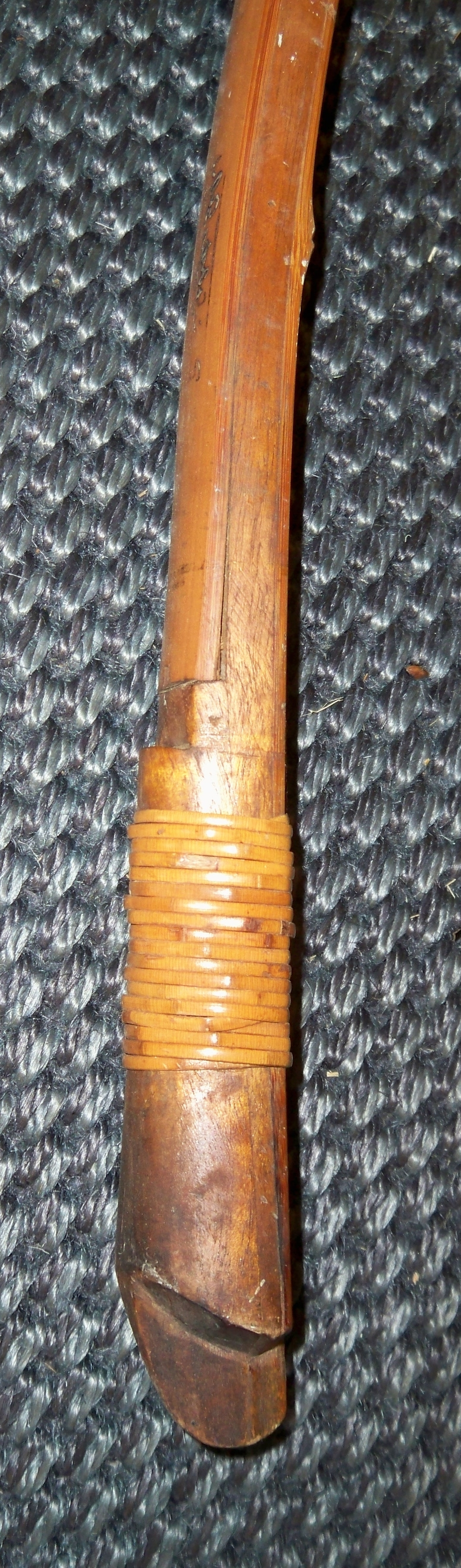
Moto hazu (alsó íjvég)
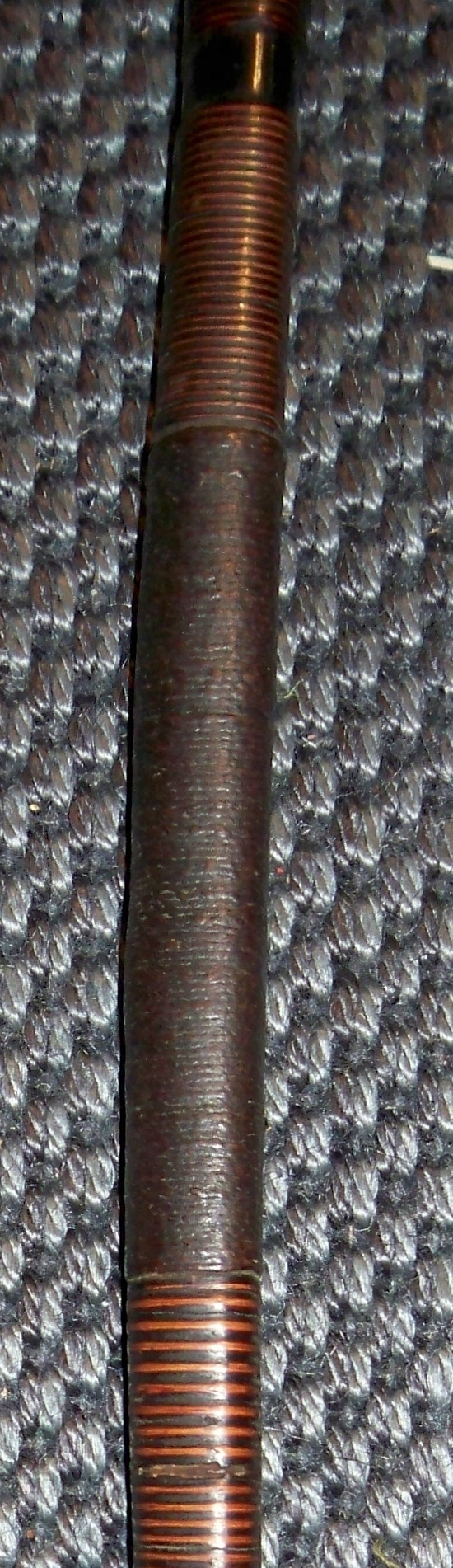
Nigiri (markolat)
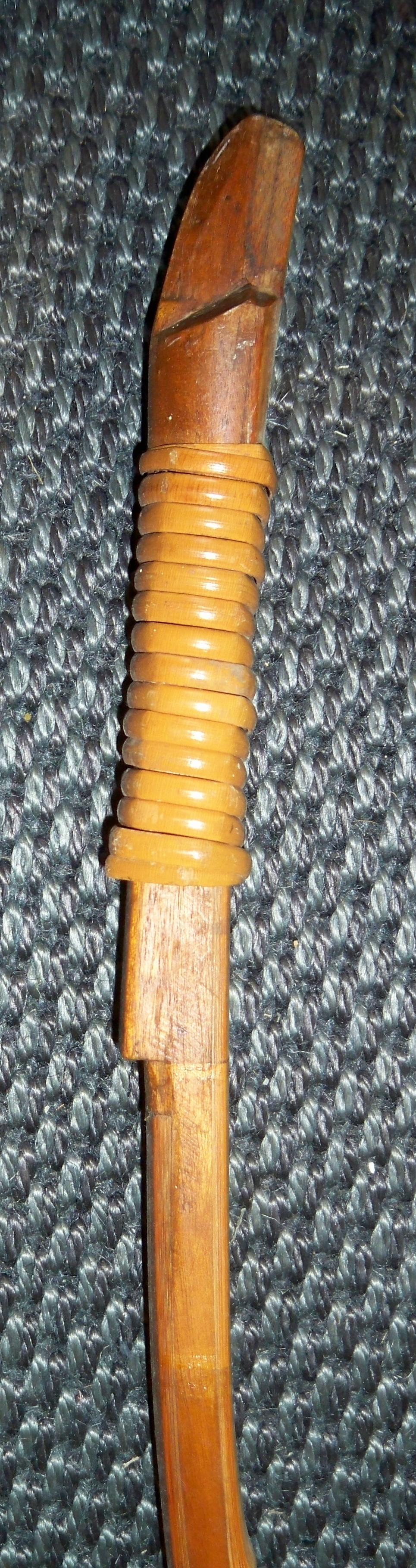
Ura hazu (felső íjvég)
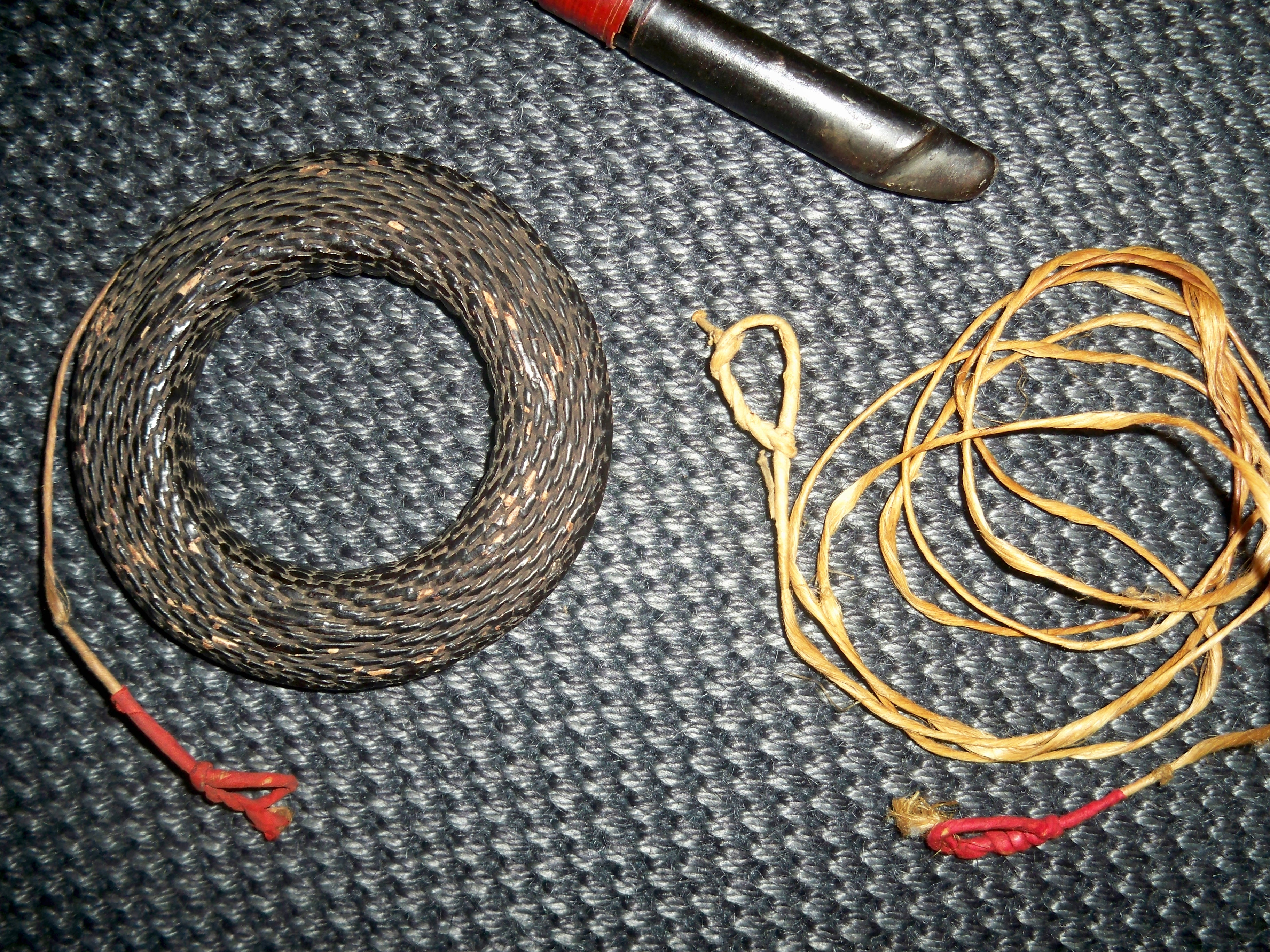
Curumaki (idegtok) és curu (ideg)
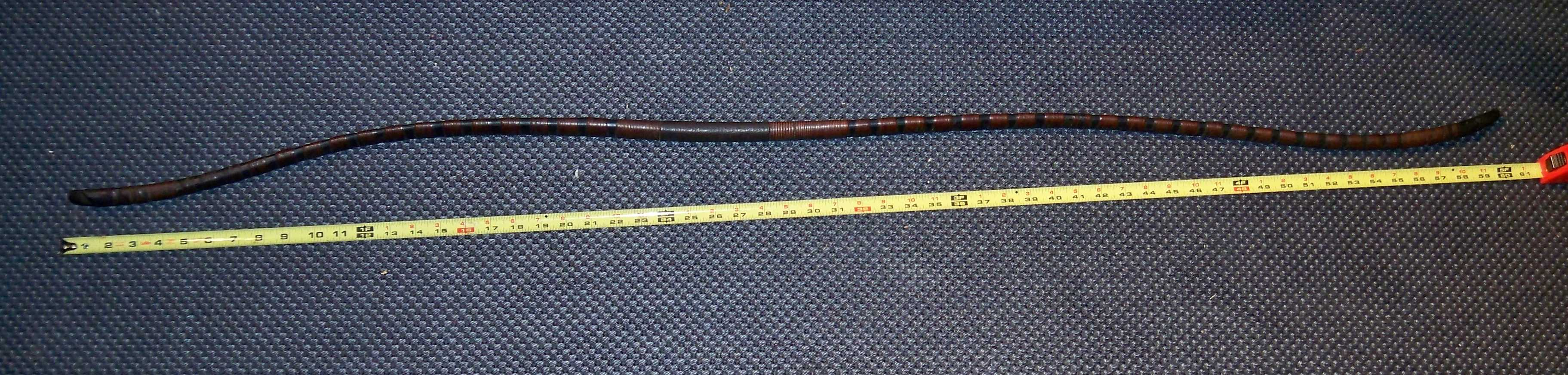
Antik hankjú (kis jumi)
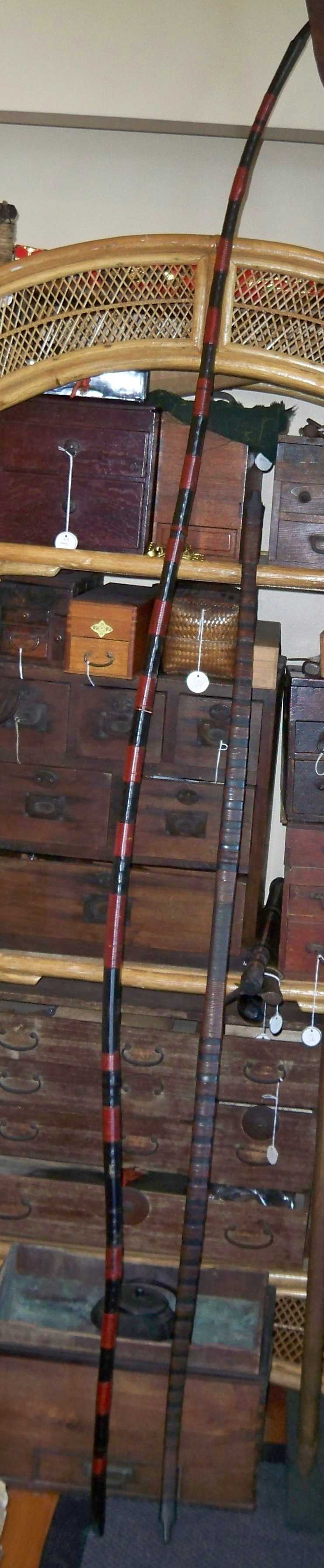
Antik daikjú (nagy jumi) és hankjú (kis jumi)
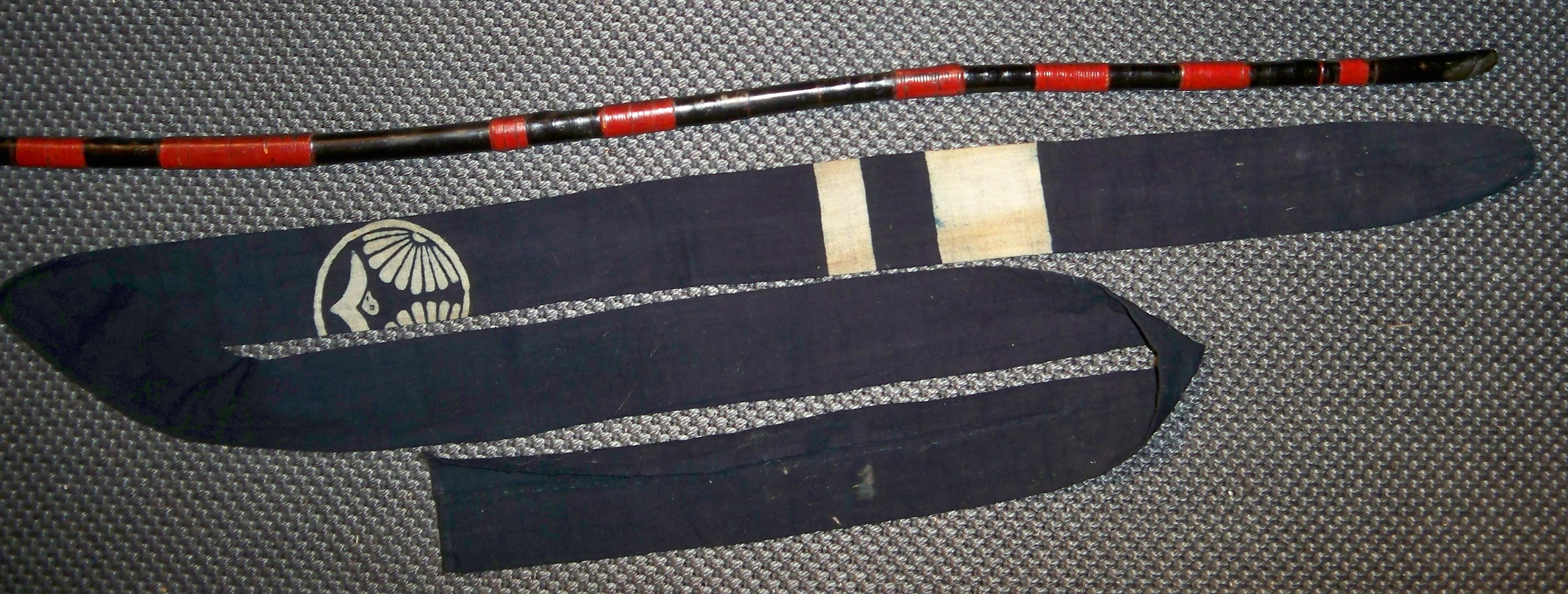
Jumi bukuro (szövettok)

## Külső hivatkozások
- International Kyudo Federation
- European Kyudo Federation
- All Nippon Kyudo Federation (japánul)